# Skerton Bridge
Skerton Bridge ist eine Straßenbrücke in Lancaster, Lancashire, England, über die die südwärts gerichteten Fahrstreifen der A6 über den River Lune führen. Das Bauwerk wurde von English Heritage im Grade II* auf die Statutory List of Buildings of Special Architectural or Historic Interest gesetzt.

## Geschichte
Gegen Ende des 18. Jahrhunderts erwies sich die alte mittelalterliche Brücke über den River Lune als unzureichend für den gewachsenen Verkehr. Eine Petition wurde an das Parlament gerichtet, um die Genehmigung zum Bau einer Brücke an einer besser zugänglichen Stelle zu veranlassen. Dieser Beschluss wurde im Juni 1782 gefasst und der Wettbewerb zur Gestaltung des Bauwerks wurde von Thomas Harrison gewonnen, wobei es sich um dessen ersten größeren Auftrag handelte. Der Grundstein wurde im Juni 1783 gelegt, und im September 1787 war das Bauwerk fertiggestellt. Die Baukosten beliefen sich auf 14.000 £ (in heutigen Preisen: 1.890.000 £). 1839 wurde die Brücke unter Aufsicht des ortsansässigen Architekten Edmund Sharpe instand gesetzt und nachgeschliffen.  Ein zusätzlicher Bogen wurde am südlichen Ende um 1849 hinzugebaut, um die Überquerung der inzwischen stillgelegten Trasse der North Western Railway zu ermöglichen. Das Bauwerk dient noch heute als Straßenbrücke. Eine Überprüfung im Jahr 1995 ergab eine Tragfähigkeit, die stark genug ist, um Lastwagen mit einem zulässigen Gesamtgewicht von bis zu 40 Tonnen auszuhalten – etwa dem Zehnfachen dessen, was 1783 die schwersten Fahrzeuge wogen.

## Architektur
Die Brücke ist mit Werksteinen aus Sandstein gemauert. Sie besteht aus fünf halbelliptischen Bögen auf Pfeilern im toskanischen Stil und verfügte über eine Balustrade. Diese Bogenform erlaubte dem Bauwerk den flachen Straßenverlauf. Jeder der fünf ursprünglichen Bögen hat eine Spannweite von 19,2 m, die lichte Weite zwischen den Brüstungen beträgt 10 m. In den Zwickeln zwischen den Bögen und den Brückenpfeilern sind Kanäle eingebaut, die den Ablauf von Hochwasser unterstützen. Diese Durchlässe werden von dorischen Pilastern flankiert, darüber sitzt ein Giebel.

## Zusammenhang mit anderen Bauwerken
Skerton Bridge war die erste größere öffentliche Brücke in England mit einer waagrechten Fahrbahn. An andere Stelle hat es bereits vorher Brückenbauten mit diesem Merkmal gegeben, etwa die 1763 von John Smeaton konstruierte Coldstream Bridge in Schottland und die 1768–74 in Neuilly-sur-Seine gebaute Pont de Neuilly von Jean-Rodolphe Perronet, die 1939 abgebrochen wurde. Harrisons beeinflusste John Rennie in seinem Entwurf der Kelso Bridge (1798–1803), der ersten Waterloo Bridge (1809–17) und der nach dessen Tod durch den Sohn 1824–31 fertiggestellten neuen London Bridge.

## Belege
1. 1 2 3  Skerton Bridge, Lancaster [1212253]. In: National Heritage List for England. Historic England, abgerufen am 29. November 2011 (englisch).
2. ↑  John Champness: Thomas Harrison: Georgian Architect of Chester and Lancaster 1744–1829. S. 17.
3. ↑  John Champness: Thomas Harrison: Georgian Architect of Chester and Lancaster 1744–1829. S. 5.
4. 1 2 3 4  Clare Hartwell, Nikolaus Pevsner: Lancashire: North. S. 386.
5. ↑  John Champness: Thomas Harrison: Georgian Architect of Chester and Lancaster 1744–1829. S. 20–21
6. ↑  John M. Hughes: Edmund Sharpe: Man of Lancaster. John M. Hughes, 2010, S. 166–168.
7. 1 2 3 4  Skerton Bridge. Engineering Timelines, abgerufen am 12. Dezember 2011 (englisch).
8. ↑  John Champness: Thomas Harrison: Georgian Architect of Chester and Lancaster 1744–1829. S. 19
9. 1 2 3  Albert Nicholson: Harrison, Thomas (1744-1829) In: Dictionary of National Biography, 1885–1900, Volume 25; auf Wikisource
10. ↑  John Champness: Thomas Harrison: Georgian Architect of Chester and Lancaster 1744–1829. S. 21